# St. Georg (Fürstenau)

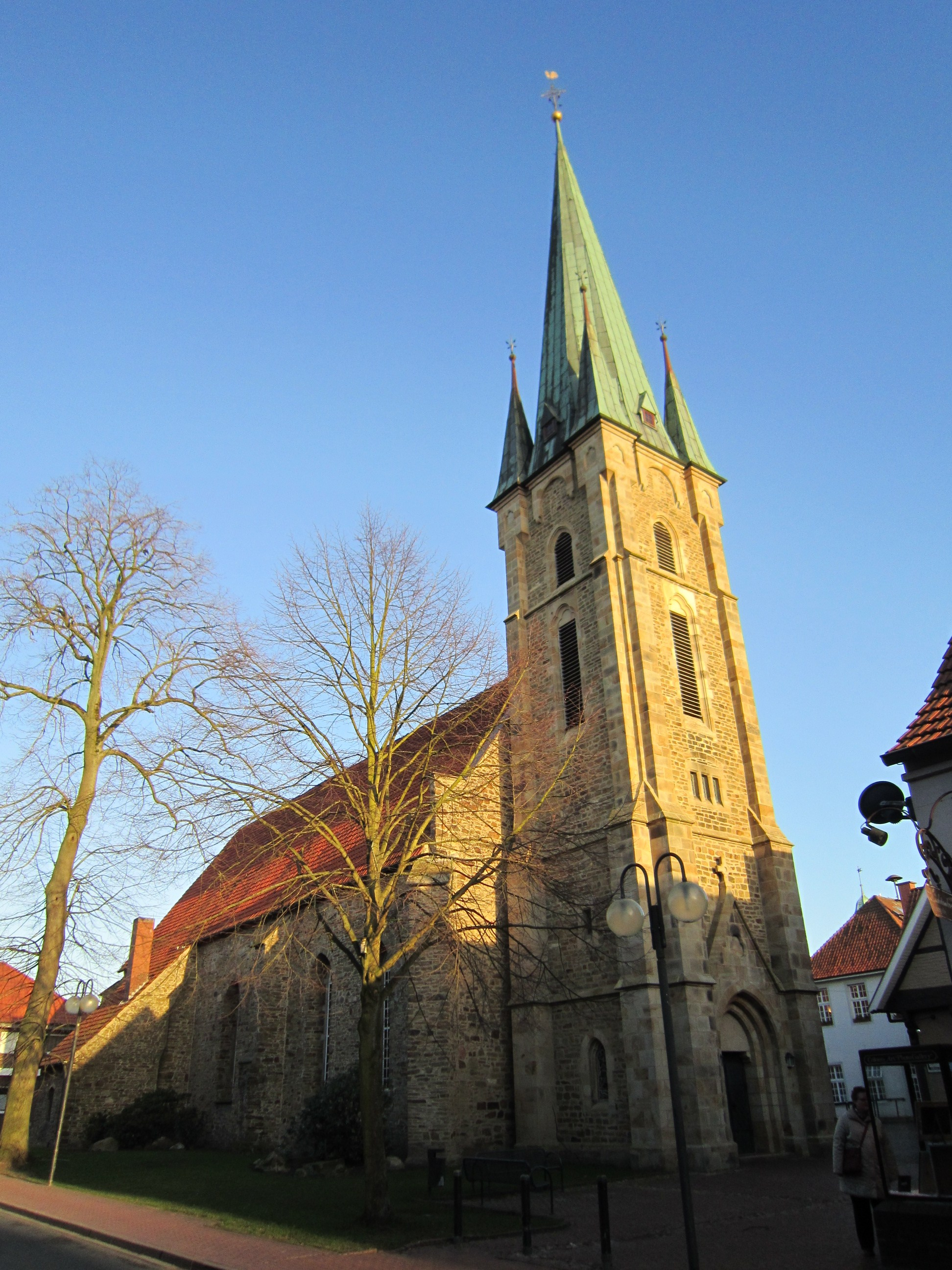
Ansicht von Nordwesten

St. Georg in Fürstenau, einer Gemeinde im niedersächsischen Landkreis Osnabrück, ist die Kirche der Kirchengemeinde Fürstenau, die dem Kirchenkreis Bramsche der Evangelisch-lutherischen Landeskirche Hannovers angehört.

## Baugeschichte und Beschreibung
Die Kirche stammt aus spätgotischer Zeit, die genaue Bauzeit ist nicht bekannt. Es handelt sich um eine Saalkirche mit zweijochigem Langhaus und gerade geschlossenem Chorjoch aus Bruchstein und Findlingen. Zunächst war kein Kirchturm vorhanden, erst zwischen 1896 und 1899 wurde der heutige neugotische Westturm der Fassade vorgestellt.
Das Kirchenschiff ist mit einem Kreuzrippengewölbe ausgestattet, das bei einem Brand 1606 stark beschädigt wurde. Die Fenster sind spitzbogig. An die Nordseite des Chors ist eine Sakristei mit Kreuzgewölbe angebaut.

## Ausstattung
Der zweistöckige, hölzerne Altar von Georg Dollart aus Münster wurde 1695 aufgestellt. Auch Kanzel, Chorgestühl, Emporenbrüstung und Taufstein stammen aus der Zeit um 1700. Zudem sind mehrere Epitaphien in und an der Kirche erhalten. Das Epitaph für den Domherrn Otto von Langen vom Anfang des 17. Jahrhunderts stammt wahrscheinlich aus der Werkstatt Adam Stenelts.